# Eschette
Eschette (luxembourgeois : Eschent ou Éischt) est un village luxembourgeois de l'ancienne commune de Folschette, situé dans la commune de Rambrouch dans le canton de Redange.